# Matthias Wegehaupt
Matthias Wegehaupt (* 20. März 1938 in Berlin) ist ein deutscher Maler und Schriftsteller.

## Biografie
Wegehaupt ist der Sohn des Malers Herbert Wegehaupt. Sein Großvater war der Rechtswissenschaftler Alfred Manigk. Wegehaupt studierte von 1956 bis 1958 bei seinem Vater am Institut für Kunsterziehung an der Ernst-Moritz-Arndt-Universität Greifswald und arbeitete danach bis 1960 als freischaffender Künstler und 1960/1961 als Fischer. Von 1962 bis 1964 studierte er bei Fritz Dähn an der Hochschule für bildende und angewandte Kunst Berlin-Weißensee, brach das Studium aber ab. Dennoch wurde er 1965 in den Verband Bildender Künstler der DDR aufgenommen, dem er bis 1990 angehörte. Er unternahm Studienreisen 1969 in die Sowjetunion und 1976 und 1977 nach Ungarn.
Wegehaupt lebt mit seiner Frau in Ückeritz auf der Insel Usedom.

## Der Roman „Die Insel“
In seinem 2005 erschienenen Roman „Die Insel“ (Fortsetzungabdruck ab Oktober 2005 im „Nordkurier“) schildert Wegehaupt das Leben auf einer fiktiven Ostseeinsel über einen Zeitraum von 40 Jahren – vom Bau der Mauer (1961) bis zum Zusammenbruch der DDR (1989), Rückblenden greifen zurück auf das Kriegsende und die Zeit der sowjetischen Besatzung. Im Mittelpunkt steht Unsmoler, ein Maler, der nach dem Studium auf die Insel zurückkehrt, um ungestört arbeiten zu können. Das gelingt nicht: Den Inselbewohnern bleibt er ein Fremder, der mächtige SED-Inselchef und sein „Mitarbeiter“ von der Staatssicherheit sehen in dem Einzelgänger ein Sicherheitsrisiko. Mit Deifine, der kellnernden Medizinstudentin, findet er ein kurzes Glück, doch Unsmoler ist ihr nicht zielstrebig genug und so verlässt sie ihn mit dem gemeinsamen Sohn.
Unsmoler arbeitet einerseits unter notwendig scheinenden Kompromissen mit der Staatsmacht (für die er Parolen auf Transparente malen muss), andererseits macht er in seinen Bildern keine Zugeständnisse an den offiziellen Geschmack, sondern sucht seine eigene Bildsprache. Lockere Kontakte hält er zur oppositionellen Szene in der Hauptstadt, u. a. zu Adamski, ein kaum verschlüsseltes Porträt des Liedermachers Wolf Biermann. Beinahe alptraumhaft und viel weniger realistisch als der Rest des Buches steht am Ende die Schilderung der (ungewollten?) Reise Unsmolers in den Westen und seine ebenso sagenhafte Rückkehr auf die Insel. Unsmoler, so wird deutlich, will in Ruhe auf seiner Insel leben. Das ist seine Antwort auf die Frage vieler DDR-Bürger: „Weggehen oder bleiben“.
Interessant an dem Buch (ursprünglich geplanter Titel: „Liebe Leute“) ist neben den deutlichen autobiografischen Zügen auch seine Entstehungsgeschichte. Wegehaupt führte von 1970 bis zur Wende 1989 ein geheimes Tagebuch, in dem er das Leben auf Usedom beschrieb. Das Manuskript versteckte er unter den Dielen in seinem Atelier und in einem Fass im Garten. Aus den schließlich 3000 Seiten wurde dann der Roman, was insbesondere am Ende zu manchen Zeitsprüngen führt.

## Weitere Werke

### Malerei und Grafik
- Selbstporträt (1957, Kasein, 80 × 60 cm)
- Mädchen von der Insel (1960, Öl, 70 × 48 cm)
- Fischerfrau, die Netze zum Trocknen ordnend (1960, Öl, 45 × 34 cm)
- Feierabend der Waldarbeiter (1960, Öl, 70 × 54 cm)
- In der Brandung (1960, Öl, 47 × 62 cm)

- Bauer mit Pferd (Holzschnitt)[1]
- Raum für Neues (1975, Mischtechnik, 280 × 552 cm; vormals im Berliner Palast der Republik)[2]

### Erzählendes Werk
- Die Insel. Roman, Ullstein Verlag, Berlin 2005, ISBN 978-3-550-08626-7
- Schwarzes Schilf. Roman einer Reise. Roman, Aufbau-Verlag, Berlin 2012, ISBN 978-3-351-03384-2

## Auszeichnungen
- 1976: Preis im Wettbewerb „100 ausgewählte Grafiken“

- Banner der Arbeit I. Klasse

- 1999: Ehrengast Deutsche Akademie Rom Villa Massimo
- 2010: Rostocker Kunstpreis

## Ausstellungen (unvollständig)

### Einzelausstellungen seit der deutschen Wiedervereinigung
- 1992: Europapalast (Palais de l’Europe), Straßburg, Frankreich
- 1993: Museum Helferhaus, Backnang
- 1994: Galerie der Modernen Kunst im Nationalmuseum Stettin (Muzeum Narodowe w Szczecinie), Polen
- 1997: Kunsthalle Rostock
- 1997: Schloß Reinbek bei Hamburg
- 1999: Galerie Mitte, Berlin
- 1999: Deutsche Industriebank, Berlin
- 2001: Galerie Paul Veron, Greifswald
- 2001: Kunstpavillon Heringsdorf
- 2004: Skulpturenpark Katzow
- 2006: Kulturwerk West, Hamburg
- 2006: Galerie Forum Amalienpark, Berlin
- 2012: Herrenhaus Libnow
- 2018: Museum Wolgast

### Beteiligung an zentralen und wichtigen regionalen Ausstellungen in der DDR
- 1961: Berlin, Akademie der Künste (Jahresausstellung 1961. „Junge Künstler. Malerei“)

- 1967/1968: Dresden, VI. Deutsche Kunstausstellung
- 1969, 1974, 1979 und 1984: Rostock, Bezirkskunstausstellungen
- 1970: Berlin, Altes Museum („Im Geiste Lenins“)
- 1974: Berlin, Altes Museum („25 Jahre Graphik in der DDR. 1949-1974“)
- 1975: Berlin, Altes Museum („In Freundschaft verbunden“)
- 1979: Schwerin, Staatliche Museen („Farbige Grafik in der DDR“)
- 1985: Berlin, Nationalgalerie („Auf gemeinsamen Wegen“)
- 1987: Leipzig, Museum der bildenden Künste („Leb und vergiss nicht. Graphik und Zeichnung von Künstlern der DDR zu russischer und sowjetischer Literatur“)
- 1989: Berlin u. a. Städte („100 ausgewählte Grafiken“)